# Style bugnato

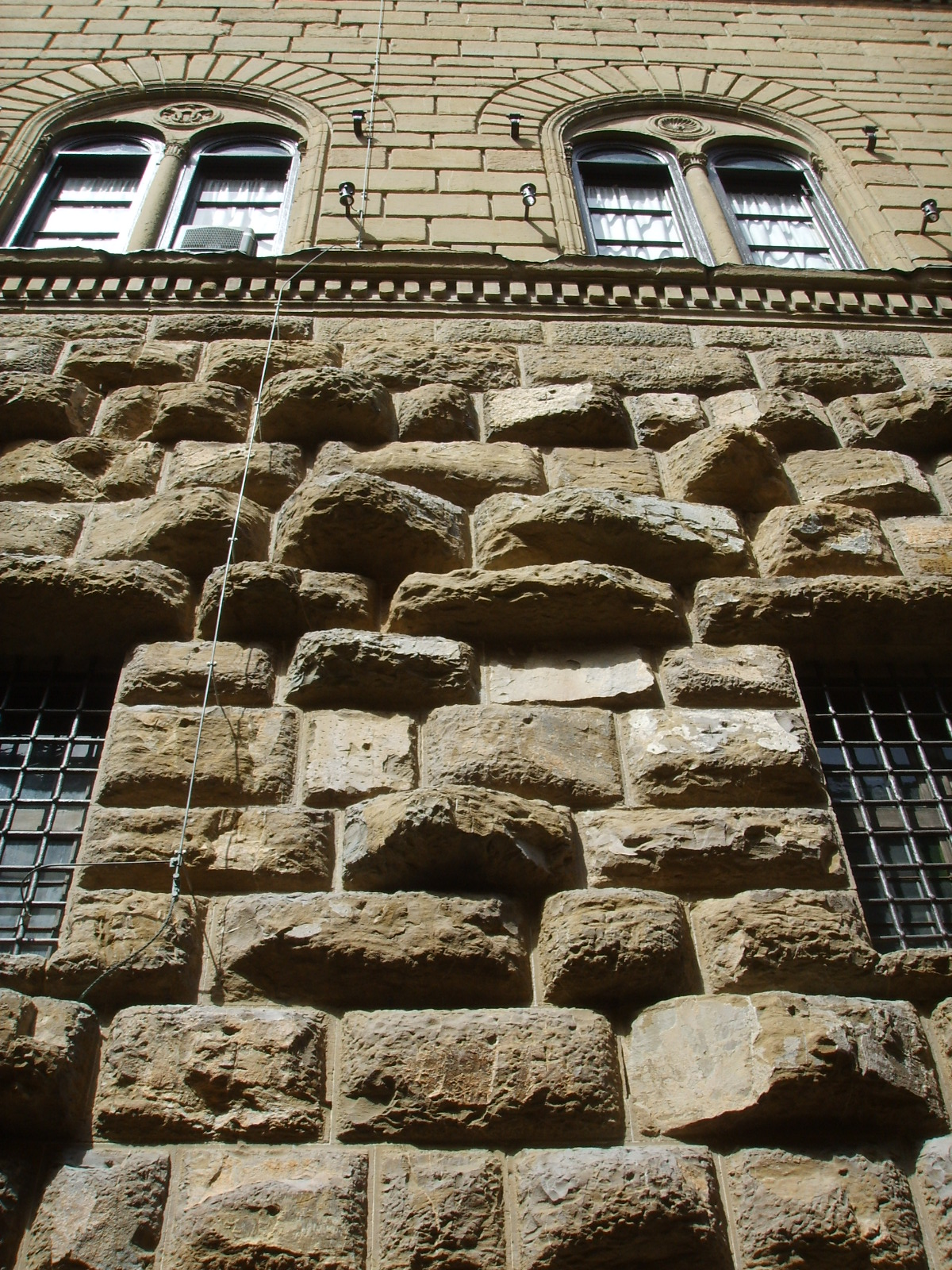
Bossage rustique du palazzo Medici-Riccardi de Florence.

Le bugnato est un style de revêtement mural externe de bâtiments employant les bossages, déjà utilisé à l'époque romaine, mais qui a été particulièrement employé pendant la Renaissance italienne, ainsi que dans les siècles suivants, notamment au XVIIIe siècle.

## Description
Il consiste en pierres de taille (bugne, mot italien, singulier : bugna) enchâssées en appareil dans les murs externes des bâtiments avec éventuellement des lignes de refend de manière à constituer un relief marqué.
Le bugnato peut avoir différents styles selon la forme et la surface des bugne  : pierre irrégulière (rustique), arrondie en coussin (bossage), aplatie avec ou sans tortillis, ou taillée en forme de pointe de diamant (bossage en diamant) ou de pyramide. Les pierres peuvent avoir une section carrée, rectangulaire ou en losange.
D'illustres exemples de bugnato se trouvent à Florence (palazzo Medici-Riccardi, qui présente un bugnato différent selon les étages du bâtiment, le Palazzo Pitti et le palazzo Rucellai), à Catane (monastère des Bénédictins, aujourd'hui siège de la faculté des lettres de l'université de Catane, et le palazzo degli Elefanti, aujourd'hui siège de la mairie) et à Ferrare le palazzo dei Diamanti. 
Le palazzo dei Diamanti, à Ferrare, représente une exception car la totalité des murs externes est recouverte de bugnato. Dans le même genre, on compte le palazzo dei Diamanti de Vérone (nommé aussi palazzo Sansebastiani), victime de bombardements pendant la Seconde Guerre mondiale et fidèlement reconstruit en 1950.
Au cours du XIXème siècle, les mouvements néo-classique et néo-renaissance ont permis de redécouvrir cet appareillage et de nombreux bâtiments ont été réalisés à travers le monde en reprenant ce système constructif comme par exemple l'opéra de Dresde, la mairie de Tampere, le palais Vladimir à Saint-Pétersbourg, le théâtre national de Prague ou le Museu Paulista de São Paulo. À la même époque, des architectes ont également combiné les références du bugnato avec la technique du sgraffite, elle-même issue de la Renaissance italienne. C'est le cas notamment de Josef Schulz qui, lors de la réalisation de la reconstruction du palais Schwarzenberg à Prague, décide de simuler un bossage en diamant grâce à l'utilisation du sgraffite.

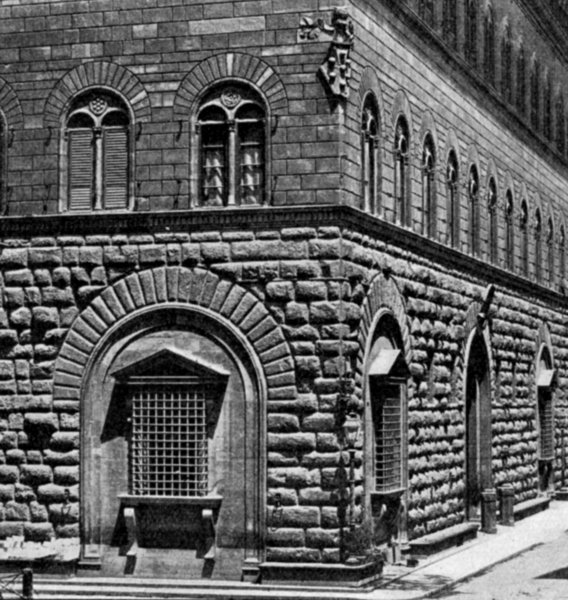
Bossage en rondes du rez-de-chaussée du palais Médici-Riccardi à Florence.
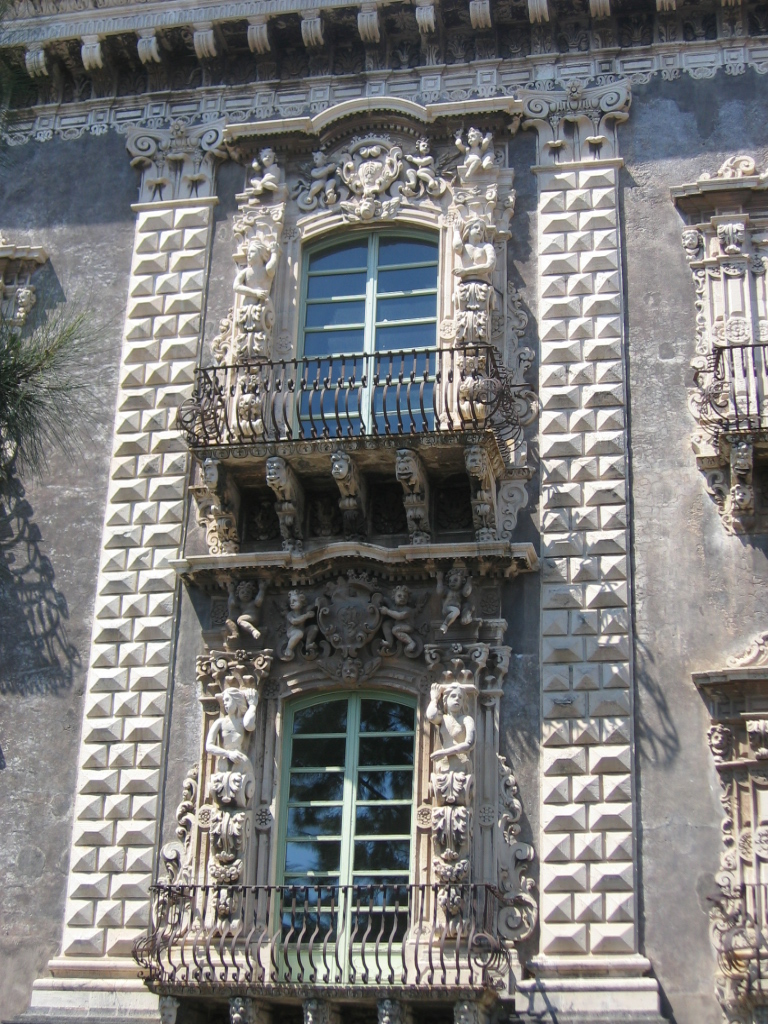
Bossage en diamant sur un parement de l'université de Catane (1752).
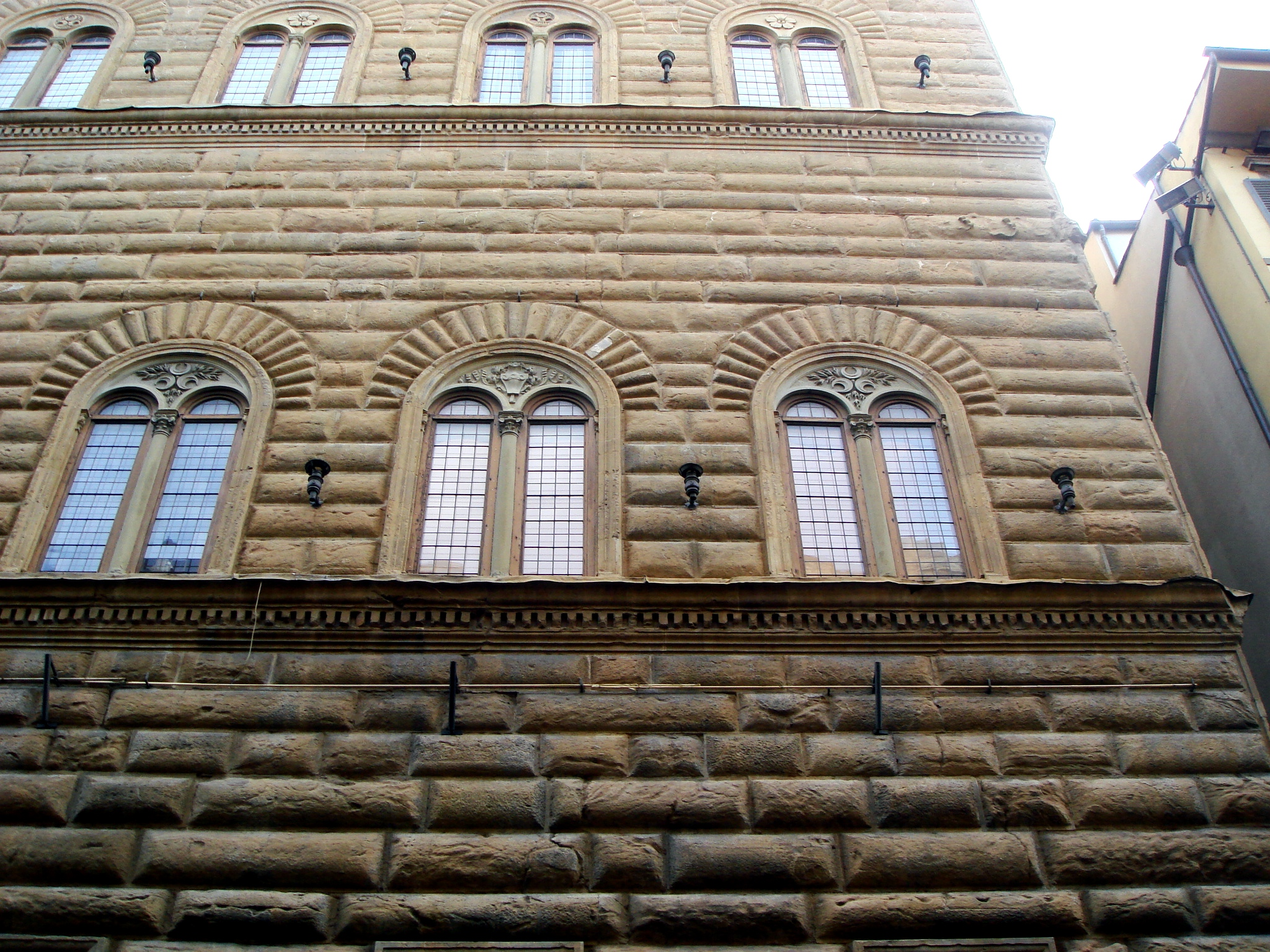
Façade en bossage du palais des Strozzi à Florence.
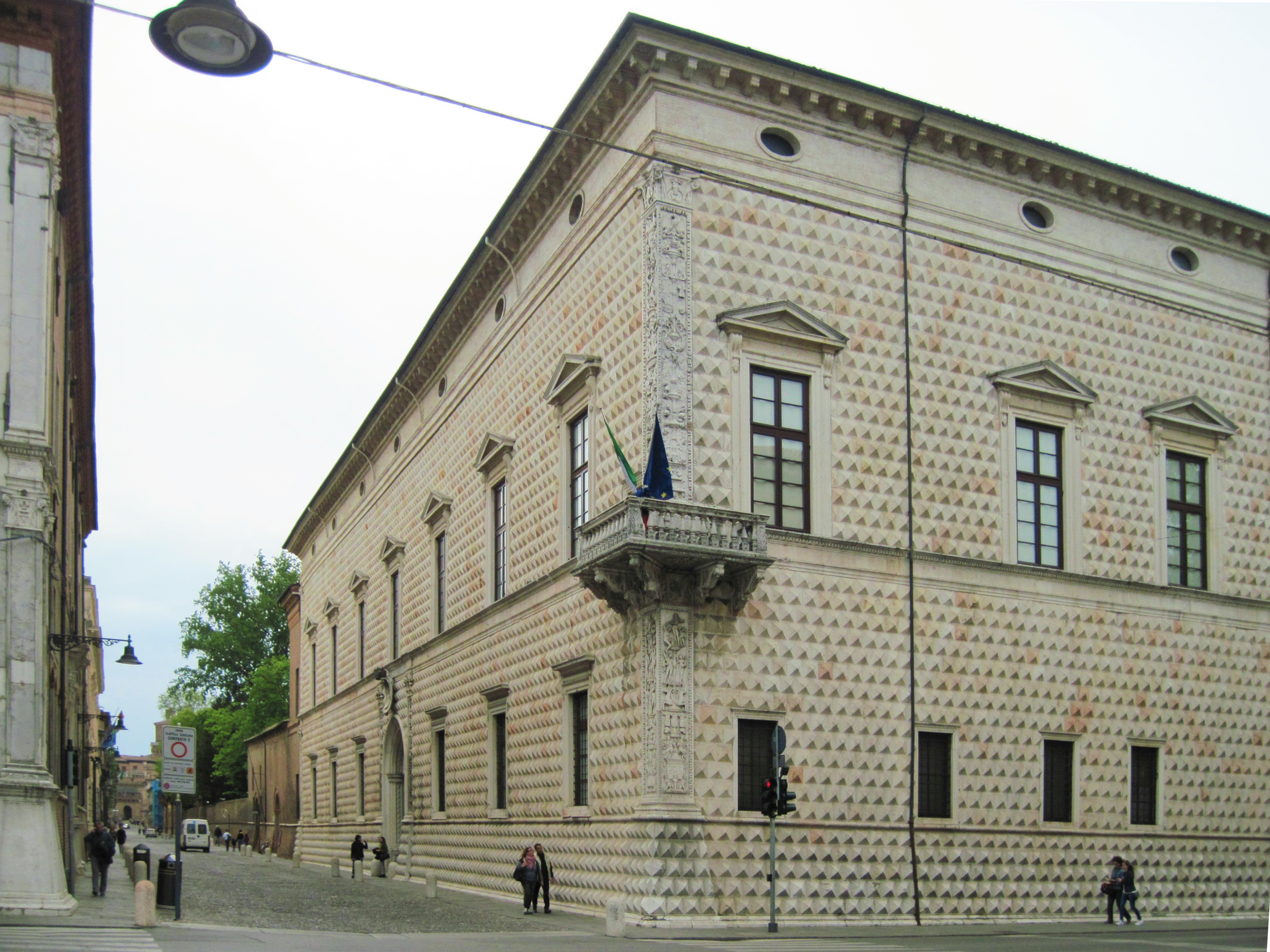
Palazzo dei Diamanti à Ferrare.
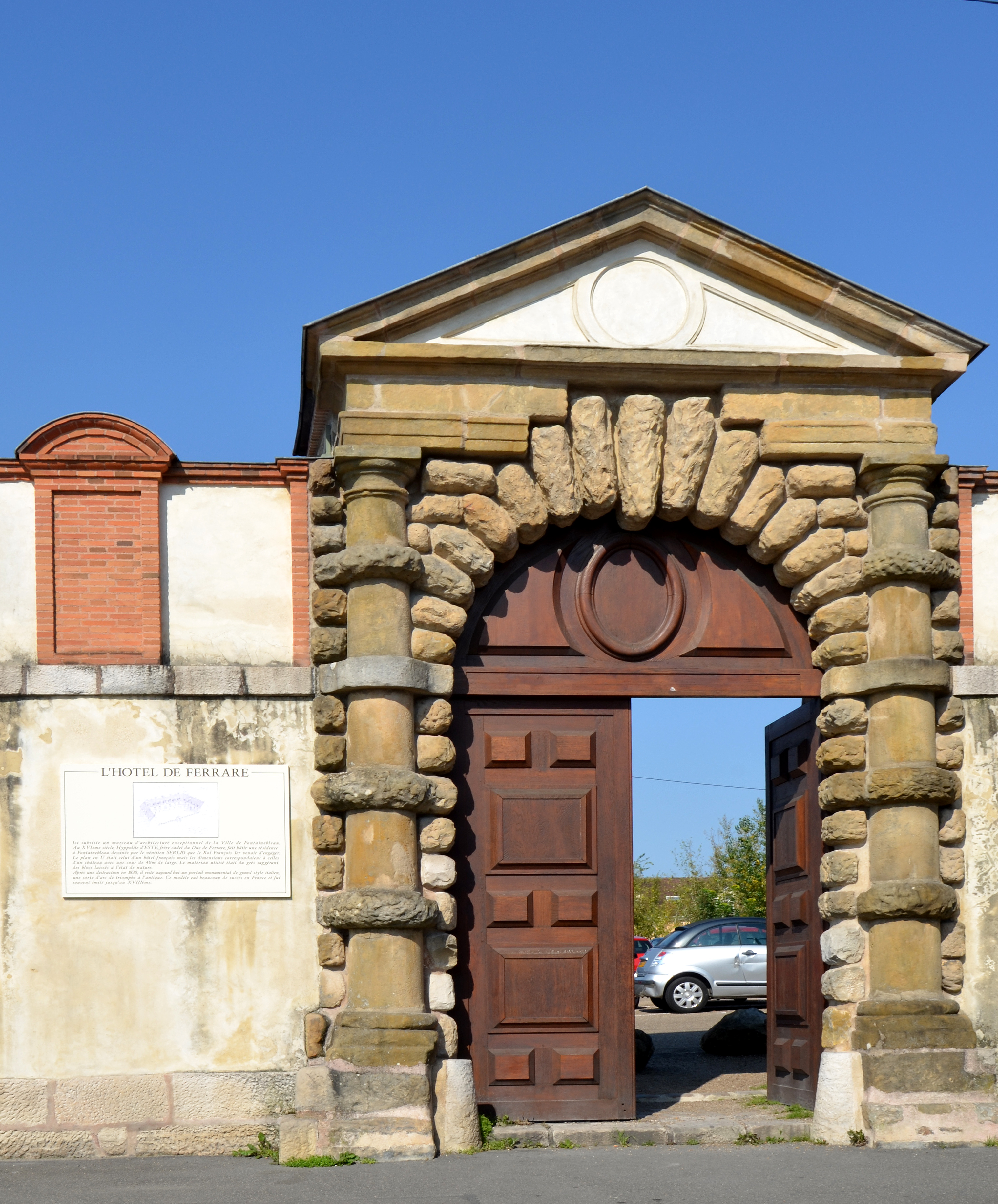
Portail de l'hôtel de Ferrare, d'ordre toscan à deux colonnes, avec un bossage rustique, à Fontainebleau.